# リノNo.5
『リノNo.5』とは、2009年9月に山佐が発売した5号機のパチスロ機。

## 特徴
- 前作は初のサイレントストック機能で業界を驚かせた『スーパーリノ』であったが、5号機初のリノはボーナス完全告知でARTなどを搭載していない、ボーナスだけでメダルを増やすオーソドックスな仕様である。
- ボーナスは最大308枚獲得できるビッグボーナス、最大155枚獲得できるミドルボーナス、最大84枚獲得できるスモールボーナスの3種類。3つのボーナスの出現割合は1:1:1と等しい。
- 3種類のボーナスの合算確率は設定1でも約115分の1と高い。
- 前作でもあった衝撃告知は健在で、派手な告知音とともにパネルが点灯する。告知タイミングはレバーオン時、ストップボタン、ベット時など多彩。
- パチスロプレイボーイシリーズにも採用されていた違和感演出を搭載。パネルが光る、払い出し音がいつもと異なる、セグメントが表示などといった普段と異なる演出が出現すればボーナス確定。
- 小役とボーナスの重複もあり。特にレモンとの重複率が高い。
- レモンが揃うと「リノチャンス5」という5Gの演出RTに突入する。5G間、いつ告知が来るか分からず期待感を煽る。
- ミドルボーナス中は1度だけチェリーを揃え、あとは左リールのチェリーを避けて15枚ずつ獲得することでフリー消化より平均3枚多く獲得できる。
- ビッグボーナス、スモールボーナス時は逆押しで右リールの3連ボーナス図柄を目押しするなどして1枚役を獲得しないようにすることでフリー消化より数枚多く獲得できる。